# Ulenburg

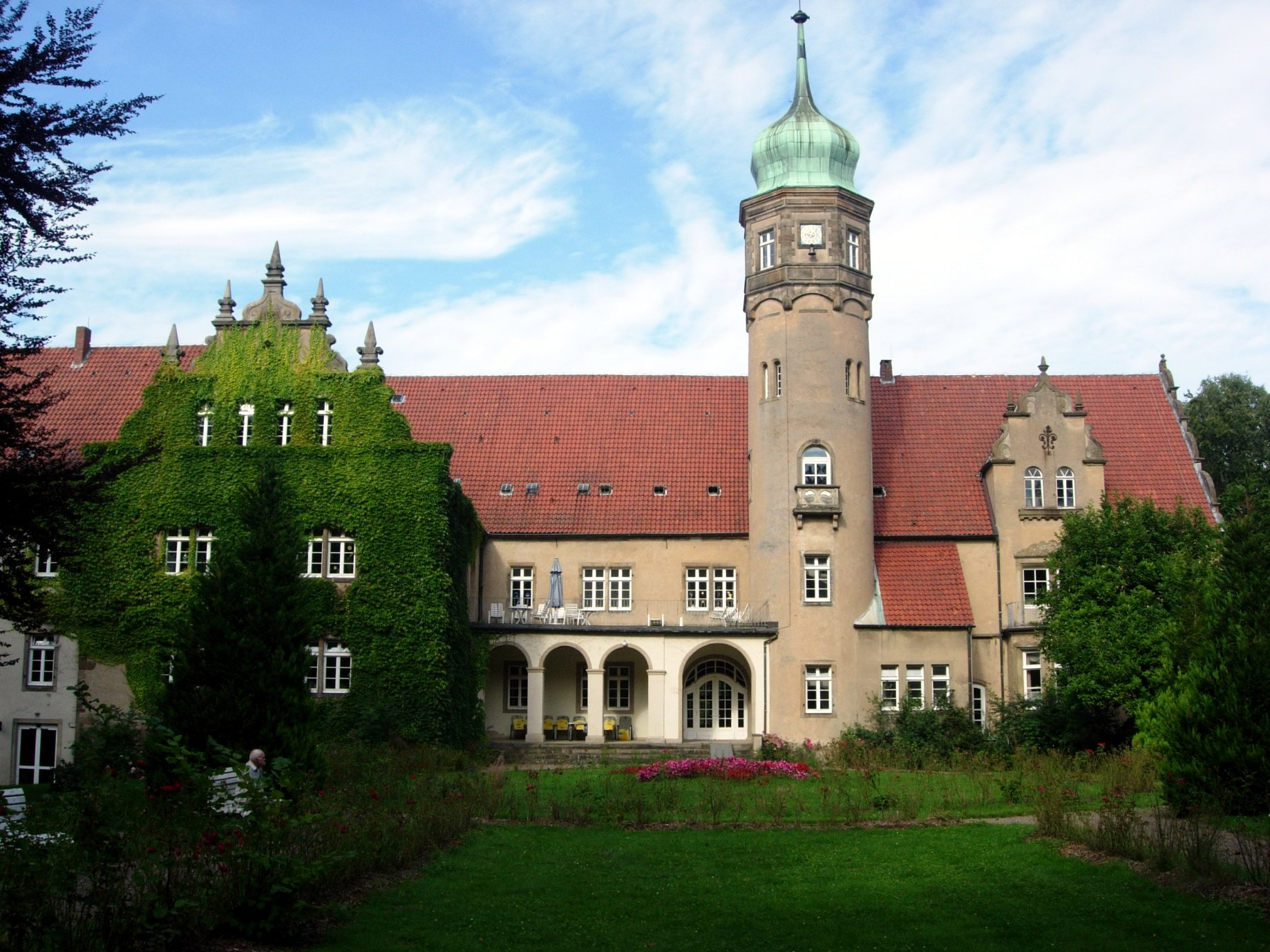
Wasserschloss Ulenburg

Ulenburg ist der kleinste Stadtteil der im Nordosten Nordrhein-Westfalens gelegenen Stadt Löhne. Bis zu deren Gründung 1969 bildete der Ort eine eigene Gemeinde. Namensgebend war das hiesige Wasserschloss Ulenburg.

## Lage
Der Stadtteil erstreckt sich als schmaler Gebietsstreifen vom Nordwesten des Stadtgebietes beiderseits des Mühlenbachs bis zu dessen Einmündung in die Werre im nördlichen Zentrum Löhnes. Angrenzende Stadtteile sind Mennighüffen im Norden und Nordosten, Gohfeld und Löhne-Bahnhof im Südosten und Obernbeck im Südwesten. Ansonsten schließt sich im Westen Kirchlengern-Häver an. Allgemein wird Ulenburg eher als zu Mennighüffen gehörend wahrgenommen, was zurückzuführen ist auf die enge geschichtliche und siedlungsräumliche Verbindung.

## Schloss Ulenburg, Haus Beck, Gut Schockemühle
Die ehemalige Gemeinde Ulenburg geht zurück auf zwei Gutsbezirke um die früheren Rittergut Ulenburg, Beck (sprich: Beek) und Schockemühle. Das Gut Schockemühle besteht nicht mehr, Haus Beck ist in Privatbesitz und Standort eines landwirtschaftlichen Betriebes. Das Schloss Ulenburg ist ein Wasserschloss im Stil der Weserrenaissance, wofür besonders der Erker im Südostteil des Obergeschosses und der Südgiebel charakteristisch sind.
Bis 2008 betrieb die Diakonische Stiftung Wittekindshof im Schloss eine Einrichtung zur Betreuung von Menschen mit geistiger Behinderung. Seitdem besteht der Standort Ulenburg des Wittekindshofs aus drei Wohnhäusern in der Nähe des Schlosses.
Am 1. Februar 2015 ging die Immobilie in den Besitz der Gesellschaft jesidischer Akademiker über. Die Gesellschaft erforscht in den historischen Gebäuden die Geschichte der Jesiden und will die Ulenburg zu einem internationalen Treffpunkt der jesidischen Kultur machen.

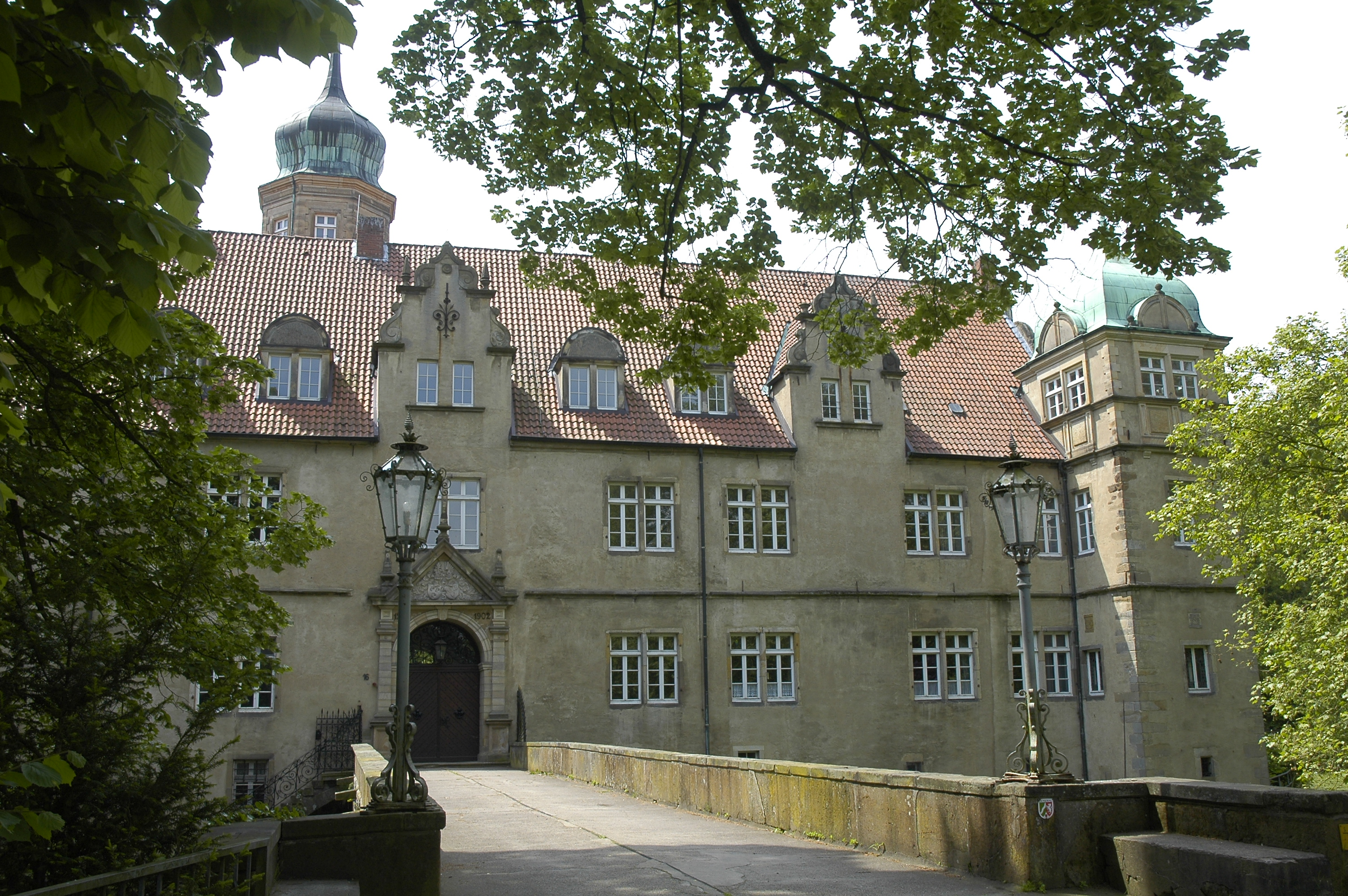
Schloss Ulenburg, Hauptzugang

## Geschichte
Als Vorläufer wird ein Meierhof (Ulenhof genannt) angenommen, der seit dem Spätmittelalter im Besitz eines Zweiges der Familie von Quernheim war; ein zweiter Familienzweig saß auf Haus Beck.
Im Jahre 1469 eroberte Bernhard VII. zur Lippe den Hof und die Quernheimer waren von da an Lehnsmänner der Grafen zur Lippe. Der Mindener Bischof war mit dieser Situation nicht einverstanden. Er wollte Ulenburg keine besonderen Privilegien gewähren, da er der Meinung war, dass Ulenburg als ehemaliger Meierhof sich nach dem allgemeinen Landrecht des Amtes Hausberge zu richten habe und damit keine landesherrlichen Hoheitsrechte ausüben könne.

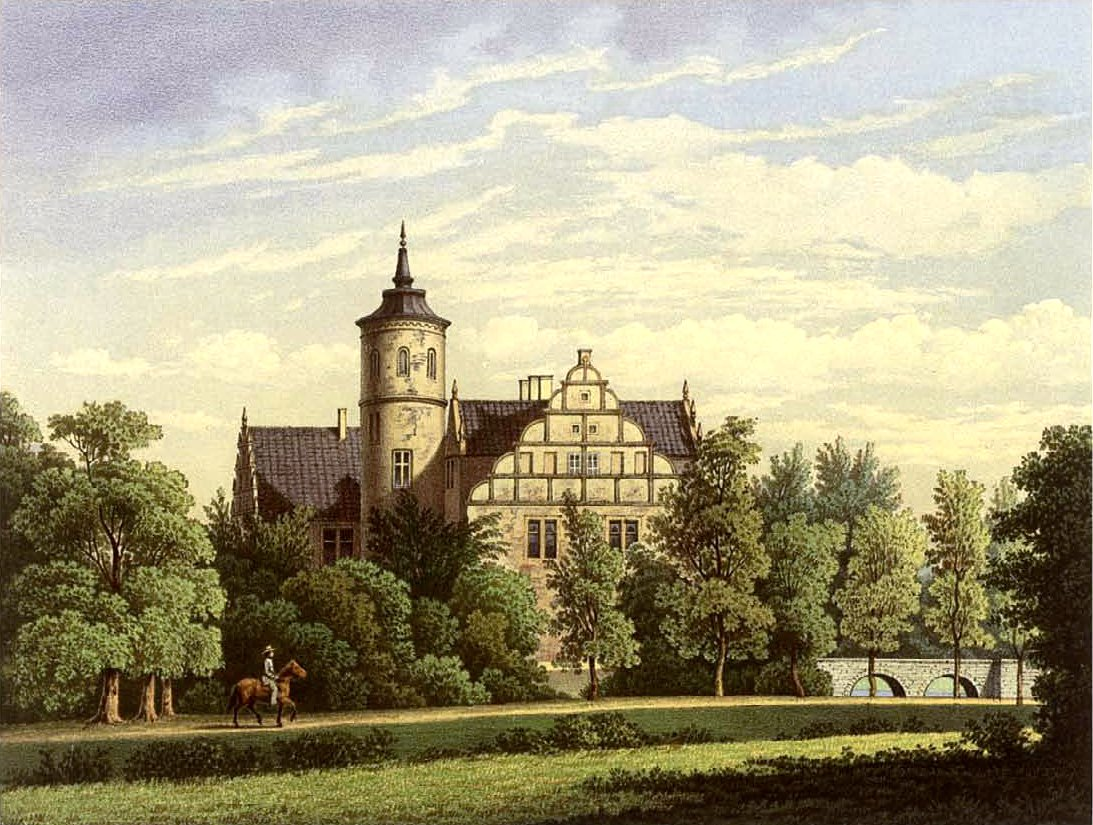
Schloss Ulenburg um 1860, Sammlung Alexander Duncker

Hilmar von Quernheim baute den Hof in den Jahren 1568 bis 1570 zum Wasserschloss aus. Es ist im Kreis Herford das einzige erhaltene Bauwerk seiner Art im Stil der Weserrenaissance. Nach seinem Tod 1581 entschloss sich der Bischof, die Ulenburg gewaltsam zu vereinnahmen. Erst 12 Jahre später erhalten die Grafen zur Lippe den Besitz nach vielen Prozessen und Verhandlungen zurück. Die Unruhen gingen jedoch weiter.
1613 erwarb Philipp Eberhard von Wrede das Schloss. Knapp hundert Jahre später, 1711, wurde die Ulenburg an die Familie von Ledebur verkauft. 1745 wurden die beiden Güter Ulenburg und Beck unter dem neuen Besitzer Werner Heinrich Christoph von Wulfen, Domkapitular zu Magdeburg, vereinigt. Nach seinem Tod konnten die Erben die Güter nicht halten und gingen in Konkurs.
Neuer Besitzer wurde der Reichsfreiherr von Mönster, der 1786 die Güter Ulenburg, Beck und Schockemühle erwarb. Er fand kein Glück auf Ulenburg, bereits ein Jahr später starb seine Frau Louise Friederike Wilhelmine an Pocken. Ein Obelisk, den der Freiherr von Mönster zu Beck zur Erinnerung an seine Frau errichten ließ, steht unweit des Schlosses. 
Der Obelisk trägt im oberen Teil den Spruch: „Schöner waren wenige. Besser keine“.
1791 verkaufte von Mönster die Güter an Franz Christian von Borries zu Eckendorf. Ab 1846 war der russische Fürst Handjery Eigentümer der Ulenburg, verkaufte den Besitz aber bereits 1865 wieder an die Familie von Borries. 1927 erwarb schließlich die Heil- und Pflegeanstalt Wittekindshof das Schloss.
Die beiden Güter Beck und Ulenburg bildeten im 19. Jahrhundert den Gutsbezirk Beck-Ulendorf im Amt Mennighüffen des Kreises Herford. Dieser wurde 1901 in die beiden Gutsbezirke Beck und Ulendorf aufgespalten. Am 1. Januar 1929 wurden die Gutsbezirke Ulenburg und Beck zur neuen Gemeinde Ulenburg zusammengelegt. Infolge der kommunalen Neuordnung ging die Gemeinde Ulenburg am 1. Januar 1969 in der neu gegründeten Stadt Löhne auf.

## Schulen
• Städtisches Gymnasium Löhne